# Kazimír
Kazimír (hongrois : Kázmér) est un village de région de Košice en Slovaquie, dans la région de Zemplín. Il a été formé par la réunion de deux anciens villages : petit et grand Kazimír.

## Microrégion
Kazimír fait partie depuis 2007 de la microrégion de Roňava. les autres villages faisant partie de la microrégion sont Brezina, Byšta, Čeľovce, Egreš, Kuzmice, Lastovce, Luhyňa, Michaľany (siège), Nižný Žipov, Slivník, Stanča, Veľaty et Zemplínska Nová Ves. Le nom Roňava provient de la rivière homonyme affluente du Bodrog.

## Histoire
Première mention écrite du village en 1270.
La localité fut annexée par la Hongrie après le premier arbitrage de Vienne le 2 novembre 1938. À la libération, la commune a été réintégrée dans la Tchécoslovaquie reconstituée.
Le Village de Veľký Kazimír était une commune autonome en 1938. Il comptait 600 habitants en 1938 dont 10 juifs. Elle faisait partie du district de Sátoraljaújhely (hongrois : Sátoraljaújhelyi járás). Le nom de la localité avant la Seconde Guerre mondiale était Veľký Kazimír. Durant la période 1938 -1945, le nom hongrois Nagykázmér était d'usage.
Le hameau de Malý Kazimír était une commune autonome en 1938. Il comptait 211 habitants en 1938 dont 5 juifs. Elle faisait partie du district de Sátoraljaújhely (hongrois : Sátoraljaújhelyi járás). Le nom de la localité avant la Seconde Guerre mondiale était Malý Kazimír. Durant la période 1938 -1945, le nom hongrois Kiskázmér était d'usage.
Le village a subi une inondation le 16 mai 2010.

## Démographie

### Évolution de la population
| Année:               | 1994. | 2004.   | 2014.  | 2024.   |
| -------------------- | ----- | ------- | ------ | ------- |
| Nombre de personnes: | 914   | 880     | 858    | 813     |
| Différence:          |       | -3,71 % | -2,5 % | -5,24 % |

| Année:               | 2023. | 2024.   |
| -------------------- | ----- | ------- |
| Nombre de personnes: | 827   | 813     |
| Différence:          |       | -1,69 % |